# Rederiet
Rederiet (engelsk: High Seas) er en svensk drama-tv-serie, der blev sendt på Sveriges Television fra 1992 til 2002. Serien er desuden sendt på TV 2/Danmark, NRK og YLE TV 2. Den er blandt de mest populære svenske tv-serier til dato, og havde ved første visning på SVT1 i bedste sendetid torsdag aften mellem 1 og 2 mio. seere. Med sine 318 afsnit er den samtidig den længste tv-serie i svensk historie. I alt fylder seriens manuskript 30.000 sider, hvilket også er rekord.

## Handling
Serien handler om et rederi, der driver rutefart på Østersøen mellem Stockholm i Sverige og Turku i Finland. Handlingen udspiller sig dels på M/S Freja (i virkeligheden det finsk indregistrerede M/S Birka Princess, der senere sank ud for Santorini), hvor man følger livet om bord, særligt blandt besætningen, dels på land; i Stockholm, hvor man følger familien Dahlén, der ejer rederiet.